# First Majestic Silver
First Majestic Silver Corp. es una compañía minera canadiense de extracción de plata que opera en México y los Estados Unidos. Tiene 4 minas productoras bajo su control: mina de oro Jerritt Canyon, mina de plata / oro San Dimas, mina de plata / oro Santa Elena, mina de plata La Encantada. First Majestic también produce y vende sus propias barras y rondas de lingotes (otros producen y comercializan lingotes a través de casas de moneda privadas).
La producción total de la empresa en 2018 alcanzó los 22,2 millones de onzas de equivalentes de plata, incluidos 11,7 millones de onzas de plata pura. Según la compañía, se prevé que la producción de 2019 de sus siete minas estará entre 24,7 y 27,5 millones de onzas de equivalentes de plata, incluidos 14,2 a 15,8 millones de onzas de plata pura.

## Historia
First Majestic fue fundada en 2002 por su presidente y director ejecutivo Keith Neumeyer.
En junio de 2006, First Majestic adquirió First Silver Reserve Inc (inicialmente solo una participación controladora y en tres meses compró todo el interés restante), propietario de la propiedad de plata San Martín en el centro de México. En septiembre de 2006 tomó el control de Desmin, el propietario y operador de La Encantada (Coahuila, México) en un acuerdo de US$4,75 millones (la propiedad de la mina se compró a través de Desmin a Industrias Peñoles por US$3,25 millones). En ese momento, La Encantada producía 800,000 onzas por año operando al 40% de su capacidad; la mina era la tercera de First Majestic.
Según el gráfico de acciones de su sitio web y el perfil de la empresa en el sitio web de Venture Exchange, figura en la lista desde 2002, pero la parte más antigua de la empresa se remonta a 1984 (Brandy Resources Inc).
El 5 de marzo de 2009 se graduó en la Bolsa de Valores de Toronto con una oferta inicial de 25 millones de dólares canadienses. Aproximadamente un año y medio después se incorporó a la Bolsa de Valores de Nueva York (23 de diciembre de 2010).
En 2009, First Majestic agregó un cuarto proyecto de plata cuando adquirió Normabec Mining Resources Ltd (completado en septiembre). Inicialmente, se pensó que el acuerdo incluía tanto la mina en Real de Catorce como la propiedad Pitt Gold de Quebec. Sin embargo, los activos no mexicanos (incluido Pitt Gold) se escindieron en una nueva empresa llamada Bionor Resources Inc, que ahora es Magna Terra Minerals.
En enero de 2018, First Majestic adquirió Primero Mining y la mina de plata y oro San Dimas en Durango, México.

## Minas en México
Tiene ocho proyectos en total:
- First Majestic adquirió la mina de oro Jerritt Canyon de Sprott Mining Inc. el 30 de abril de 2021. La propiedad de Jerritt Canyon contiene 30,821 hectáreas de concesiones mineras ubicadas en el estado amigable con la minería de Nevada. El depósito Jerritt Canyon fue descubierto en 1972 y la primera producción de oro de la propiedad ocurrió en 1981.

- San Dimas, adquirida en mayo de 2018. La propiedad está ubicada en Durango, México e incluye un molino de cianuración de 2,500 tpd y un paquete de tierra de 71,867 hectáreas. Aproximadamente 1800 trabajadores están empleados en la mina, la mayoría de la comunidad cercana de Tayoltita (población 8000). La producción en San Dimas comenzó en 1757, con la primera fábrica de cianuración construida en 1904.[7]

- Santa Elena está ubicada en Sonora, México y emplea aproximadamente a 300 trabajadores del cercano municipio de Banámichi (1500 habitantes en 2005). Cuando First Majestic adquirió la propiedad a fines de 2015, consistía en una planta de cianuración de 3,000 tpd, una mina subterránea, una mina a cielo abierto, una plataforma de lixiviación y un paquete de tierra de 85, 646 hectáreas. La empresa agregó 16,526 hectáreas de concesiones mineras al adquirir el 100% del proyecto adyacente Ermitaño. Ermitaño contiene recursos de más de 50 millones de onzas de plata equivalentes, y First Majestic apunta a fines de 2020 para la producción comercial de este nuevo activo.
- La Encantada ha estado en la cartera de activos de la compañía desde 2006 e incluye una planta de procesamiento de cianuración de 4,000 tpd y 4,076 hectáreas de derechos mineros. La propiedad está ubicada en Coahuila, México, a unos doscientos kilómetros de la frontera entre México y Texas. El sitio emplea a 782 trabajadores a tiempo completo (la mayoría del área inmediata, que es una región aislada). El molino de La Encantada abrió en el verano de 2008 y alcanzó la producción comercial en abril de 2010. Las actualizaciones recientes en la propiedad incluyen una reducción del 20% en los costos de energía mediante la conversión de generadores de diesel a GNL, la implementación de molinos de molienda de alta intensidad (HIG) y un tostador de carbón para liberar la plata encapsulada en manganeso del mineral.[8]
- La Parrilla consiste en derechos mineros que cubren 69,460 hectáreas de tierra, lo que lo convierte en el paquete de tierras más grande de First Majestic. La propiedad se sometió recientemente a un proyecto de expansión que aumentó la capacidad del molino a 2.000 tpd. Desde 1983, la mina (en funcionamiento continuo) ha producido más de 25 millones de onzas de plata (hasta 2010).
- Del Toro, Chalchihuites, Zacatecas consta de dos sitios mineros: San Juan y Perseverancia. La primera fase del proyecto se inauguró en enero de 2013 y la planta comenzó a procesar a una tasa de 1,000 tpd. Se planean más expansiones para este proyecto, y finalmente alcanzará las 4,000 tpd.
- San Martín, Estado de Jalisco, México produce aproximadamente 1 millón de onzas de plata al año. Es principalmente un productor de doré plateado.
- La Guitarra, Estado de México, se convirtió en la cuarta mina productora de First Majestic cuando fue adquirida a Silvermex Resources, con sede en Vancouver, en julio de 2012.[9]

## Controversias

### Impacto ambiental en Wirikuta
Wirikuta, una de las montañas sagradas del pueblo huichol e importante en su migración ceremonial, recolección del peyote y danza del venado, fue adquirida para la extracción de plata por First Majestic Silver Corp. El 27 de octubre de 2000 la Organización de las Naciones Unidas para la Educación, la Ciencia y la Cultura (UNESCO) nombró este sitio como área protegida por su importancia como ruta cultural y de especies endémicas de flora y fauna. Antes de una reunión de 60.000 personas en Wirikuta Fest el 26 de mayo de 2012, First Majestic Silver anunció que había devuelto algunas de sus concesiones mineras a la reserva minera nacional para proteger a Wirikuta, pero el Consejo Regional de Wixarika expuso esto como una farsa. Posteriormente, el 9 de junio de 2001 fue declarado como Sitio Sagrado Nacional bajo la Ley de Protección Natural del Estado de San Luis Potosí. First Majestic Silver Corp aún decidió comprar derechos minerales el 13 de noviembre de 2009 con el 80% de su participación dentro de la tierra protegida.
En julio de 2019, el Consejo Regional Wixárika por la Defensa de Wirikuta señaló que la minera First Majestic Silver pretendía realizar nuevamente un proyecto minero en Real de Catorce; esto a través de ejidatarios que crearon una organización para intervenir los amparos de 2012 y 2013 que ganó el pueblo huichol, que evitó que la compañía minera realizara operaciones en esa zona.

### Temas Fiscales
El 22 de febrero de 2021, el presidente Andrés Manuel López Obrador señaló que la empresa First Majestic Silver tiene una deuda tributaria con el Servicio de Administración Tributaria por 11 mil millones de pesos (534 millones de dólares), particularmente por la mina ubicada en Tayoltita, Durango. El gobierno federal señala que desde 2010, la empresa ha mantenido bajos los precios de la plata de forma artificial. La compañía habría fijado "los precios de la plata por debajo del valor de mercado en un sistema similar a los valores de transferencia utilizados por las multinacionales para trasladar las ganancias a paraísos fiscales con bajos impuestos."
La compañía minera señaló que apelaría la decisión, y recurrirá a todas las vías legales, si no se llega a un acuerdo amistoso con las autoridades.